# Clambus crinitus
Clambus crinitus is een keversoort uit de familie oprolkogeltjes (Clambidae). De wetenschappelijke naam van de soort werd in 1978 gepubliceerd door Sebastian Endrödy-Younga.